# ارتباطات با واسطه رایانه
ارتباطات با واسطه رایانه (انگلیسی: Computer-mediated communication) به عنوان هر ارتباطی با انسان تعریف می‌شود که از طریق استفاده از دو یا چند دستگاه الکترونیکی اتفاق می‌افتد.
در حالی که اصطلاح به طور سنتی به آن ارتباطاتی اشاره دارد که از طریق فرمت‌های رایانه ای رایانه ای رخ می‌دهد (مانند پیام فوری، ایمیل، اتاقهای گفتگو، انجمنهای آنلاین، سرویسهای شبکه اجتماعی)، که آن هم به سایر اشکال تعامل مبتنی بر متن مانند پیام‌های متنی اعمال شده‌است.
تحقیق در این موضوع به طور عمده بر روی اثرات اجتماعی مختلف فناوری‌های ارتباطی پشتیبانی شده از کمپیوتر تمرکز دارد. بسیاری از مطالعات اخیر شامل شبکه‌های اجتماعی مبتنی بر اینترنت با پشتیبانی نرم‌افزارهای اجتماعی است.